# Barbe Cui Lianzhi
Barbe Cui Lianzhi, est né en 1849 à Liushuitao en Chine. Elle est tuée lors de la révolte des Boxers en 1900 car elle avait embrassée la foi catholique. Elle est canonisée le 1er octobre 2000 par le pape Jean-Paul II, en même temps que les 120 martyrs de Chine. Sa mémoire est célébrée le 15 juin de chaque année.

## Biographie
Barbe (ou Barbara) Cui Lianzhi est né en 1849 à Liushuitao province du Hebei. Elle s'est converti à la foi catholique après les premières missions d'évangélisation dans la région du Xianxian où un diocèse est créé en 1856. Lors de la révolte des Boxers, son fils est tué. Elle cherche alors à s'enfuir de nuit, mais elle est rattrapée à Qianshengzhuang (près de la ville de Liushuitao dans la province chinoise de Hebei) par des boxers qui la frappent jusqu'à la mort. Elle avait 51 ans,,.

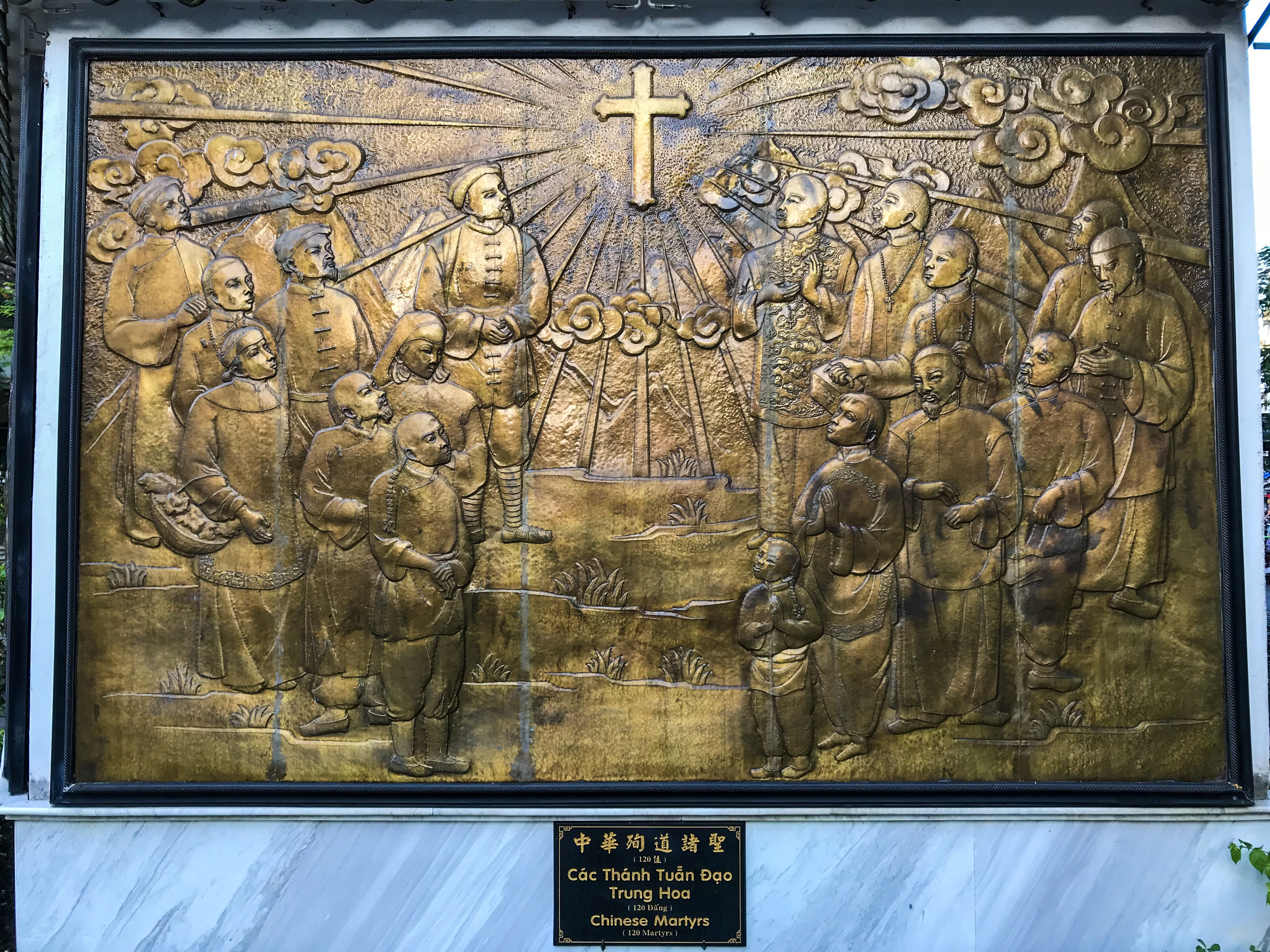
Plaque à la mémoire des martyrs de Chine dans l'église Saint François Xavier (Hô Chi Minh-Ville).

Barbe Cui Lianzhi est canonisé le 1er octobre 2000 par le pape Jean-Paul II en même temps que les 120 martyrs de Chine. Sa mémoire est célébrée le 15 juin,, ou alors le 9 juillet en même temps que les 120 martyrs.